# Guro Strøm Solli
Pour les articles homonymes, voir Solli.
Guro Strøm Solli, née le 29 juillet 1983 à Bodø, est une fondeuse norvégienne active de 2002 à 2011.

## Biographie
Guro Strøm Solli a fait ses débuts en Coupe du monde en février 2004 à Stockholm et a obtenu son premier podium individuel à Oberstdorf le 22 janvier 2006, une troisième place. Elle a participé à un Championnat du monde en 2005, prenant la dixième place en sprint.

## Palmarès

### Championnats du monde
Mondiaux 2005 à Oberstdorf (Allemagne) : dixième du sprint classique

### Coupe du monde
- Meilleur classement au général de la Coupe du monde : 32e en 2007.
- 3 podiums : 
  - 2 podiums en épreuve individuelle : 0 victoire, 0 deuxième place et 2 troisièmes places.
  - 1 podium en épreuve par équipes, dont 0 victoire, 1 deuxième place et 0 troisième place.